# Capilla del Pozo Sagrado
La Capilla del Pozo Sagrado es una iglesia situada en Marianka, Eslovaquia, famosa por lo que los creyentes católico piensan es una "fuente milagrosa". Ha habido informaciones sobre que la fuente tiene un efecto curativo milagroso sobre los discapacitados físicos que visitan el sitio de peregrinación. En el libro de Kummer del registro de claustro local, 140 "recuperaciones inusuales" fueron reportadas entre 1634 a 1730. Entre las recuperaciones se declararon algunas tales como el alivio de la ceguera, reuma, parálisis,  o enfermedades mentales.  Los Creyentes agradecidos presentan a la Virgen María diversos regalos o graban sus oraciones de agradecimiento en las baldosas de pizarra en una capilla al lado del pozo d la Virgen María que se asemeja a la cueva del peregrino en Lourdes, Francia.